# Villa Lorraine
Ne doit pas être confondu avec Villa Lorraine (Bruxelles).
La villa Lorraine est un bâtiment d'habitation situé à Besançon dans le département du Doubs.
Le corps de logis en totalité, la clôture sur rue et le portail font l’objet d’une inscription au titre des monuments historiques depuis le 26 décembre 2000.
L'édifice est également labellisé « Patrimoine du XXe siècle » par le ministère de la Culture.

## Histoire
La villa a été construite en 1908 par l'architecte Maurice Forien.

## Architecture
La façade est non symétrique. La construction utilise une grande variété de matériaux (pierre, brique, métal, céramique, fer forgé, vitraux).
À l'intérieur, présence de cheminées en marbre.
Le bâtiment présente des vitraux de style Art nouveau du maître verrier Alphonse Gorgeon.